# Nightflight to Venus
Nightflight to Venus je třetím albem skupiny Boney M, vydané v červenci 1978.
Album dosáhlo velkých úspěchů na kontinentální Evropě, ve Skandinávii a Kanadě, kde se umístilo ve většině hitparád v druhé polovině roku 1978 a ve Spojeném království se stalo albem číslo jedna. Album obsahovalo celosvětové hity jako "Rivers of Babylon" a "Brown Girl in the Ring", kterých se prodalo téměř dva miliony výlisků. Dalším hitem byla píseň "Rasputin", v mnoha zemích vydaná společně s písní "Painter Man", předělávkou hitu z roku 1966 od skupiny The Creation. Ve Spojeném království byly "Rasputin" a "Painter Man" vydány samostatně jako tzv. A-sides firmou Atlantic Records a obě se dostaly do žebříčku Top 10. Nightflight to Venus se v USA stalo nejlépe přijatým albem skupiny Boney M., kdy dosáhlo umístění na 134. místě v žebříčku The Billboard 200. "Rivers of Babylon" se dostalo na 30. místo v Billboard Hot 100 a stalo se jejich největším hitem v USA.

## Seznam stop

### Strana A
1. "Nightflight to Venus" (Frank Farian, Fred Jay, Dietmar Kawohl) – 4:46
2. "Rasputin" (Frank Farian, Fred Jay, George Reyam (Hans-Jörg Mayer)) – 5:51
3. "Painter Man" (Eddie Phillips, Kenny Pickett) – 3:10
4. "He Was a Steppenwolf" (Frank Farian, Fred Jay, Stefan Klinkhammer) – 6:51
5. "King of the Road" (Roger Miller) – 2:35

### Strana B
1. "Rivers of Babylon" (Brent Dowe, Trevor McNaughton, Frank Farian, George Reyam) – 4:18
2. "Voodoonight" (Giorgio Sgarbi) – 3:31
3. "Brown Girl in the Ring" (Traditional; arranged by Frank Farian) – 4:02
4. "Never Change Lovers in the Middle of the Night" (Mats Björklund, Keith Forsey, Fred Jay) – 5:32
5. "Heart of Gold" (Neil Young) – 4:00

## Obsazení
- Liz Mitchell – sólový zpěv (A3, B1, B3, B5), sborový zpěv
- Marcia Barrett – sólový zpěv (A5, B4) sborový zpěv
- Frank Farian – sólový zpěv (A2, B2) sborový zpěv
- Bill Swisher – hlas robota na A1, vypravěč na A2
- The Rhythm Machine – hudebníci
- Keith Forsey – bicí
- Nick Woodland – kytara
- Mats Björklund – kytara
- Gary Unwin – baskytara
- "Chico" de los Reyes – klávesové nástroje
- Bernd Kohn – marimba, perkusy
- R. Ehrhardt -

## Historie vydání
- UK: Atlantic Records SD 361945.
- US: Sire Records SRK 6062.
- Německo: Hansa Records 26 026 OT.

## Vydání CD
- Německo 1994: BMG 74321 21269 2.
- EU & US 2007: Sony-BMG 88697-08262-2. Bonus tracks: ""Mary's Boy Child/Oh My Lord" (Jester Hairston, Lorin, Frank Farian, Fred Jay) – 5:43, "Dancing in the Streets" (Frank Farian) – 3:57.